# Norma (teoria grup)
Norma (Baera) – pojęcie teorii grup oznaczające dla danej grupy, przekrój normalizatorów wszystkich jej podgrup. Nazwa pochodzi od nazwiska niemieckiego matematyka Reinholda Baera.

## Własności
Norma Baera:
- jest podgrupą charakterystyczną,
- zawiera centrum grupy,
- zawiera się w drugim wyrazie wstępującego ciągu centralnego.